# سامي كيبكيتير
سامي كيبكيتير (بالإنجليزية: Sammy Kipketer) مواليد 29 سبتمبر 1981، هو عداء مسافات طويلة كيني متخصص في 5000 متر. فاز بالميدالية الذهبية في دورة ألعاب الكومنولث.

## سجل المنافسة
| العام      | المسابقة                        | المكان             | المركز     | حدث        | ملاحظة     |
| يمثل كينيا | يمثل كينيا                      | يمثل كينيا         | يمثل كينيا | يمثل كينيا | يمثل كينيا |
| ---------- | ------------------------------- | ------------------ | ---------- | ---------- | ---------- |
| 2000       | بطولة العالم للعدو الريفي 2000  | البرتغال           | 2          | سباق قصير  |            |
| 2001       | بطولة العالم للعدو الريفي 2001  | أوستند, بلجيكا     | 4          | سباق قصير  |            |
| 2001       | بطولة العالم لألعاب القوى 2001  | إدمونتون, كندا     | 6          | 5000 م     |            |
| 2002       | بطولة العالم للعدو الريفي 2002  | دبلن, أيرلندا      | 4          | سباق قصير  |            |
| 2002       | دورة ألعاب الكومنولث 2002       | مانشستر, إنجلترا   | 1          | 5000 م     |            |
| 2002       | دورة الألعاب العسكرية الأفريقية | نيروبي, كينيا      | 1          | 5000 م     |            |
| 2002       | دورة الألعاب العسكرية الأفريقية | نيروبي, كينيا      | 2          | 10,000 م   |            |
| 2003       | دورة الألعاب العسكرية 2003      | قطانية, إيطاليا    | 1          | 5000 م     |            |
| 2003       | نهائي ألعاب القوى العالمي 2003  | مونت كارلو, موناكو | 4          | 5000 م     |            |
| 2005       | نهائي ألعاب القوى العالمي 2005  | مونت كارلو, موناكو | 5          | 5000 م     |            |

## روابط خارجية
- سامي كيبكيتير على موقع الاتحاد الدولي لألعاب القوى (الإنجليزية)
- سامي كيبكيتير على موقع اتحاد ألعاب الكومنولث (مؤرشف) (الإنجليزية)